# Тыгын (река)
Тыгы́н (баш. Тығын) — река в России, протекает по Белорецкому району Республики Башкортостана. Устье реки находится на 18 км по левому берегу реки Большой Авняр, на высоте около 582 м над уровнем моря. Длина реки составляет 19 км.

## География и гидрология
Исток реки расположен между горой Большой Иремель, имеющей высоту 1582 метров, и хребтом Аваляк наивысшая точка которого Абараш Баш 1291,9 метра. До небольшого хребта Синяк — пересыхающая река.
В 2,8 км от устья в Тыгын впадает правобережный приток Синяк на высоте 599 м над уровнем моря.
Населённые пункты на реке отсутствуют.

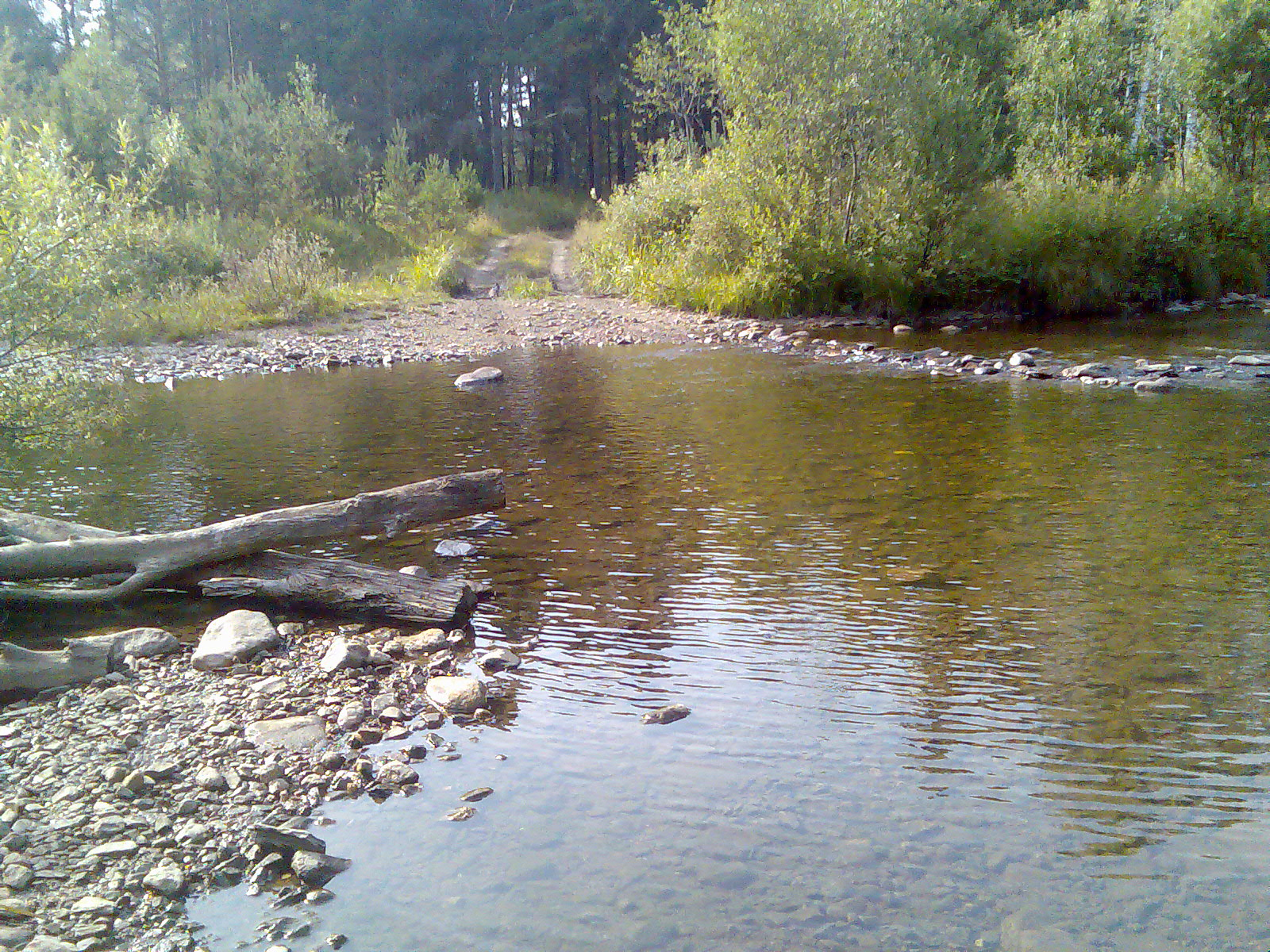
Брод на реке Тыгын, дорога в село Тюлюк.

## Данные водного реестра
По данным государственного водного реестра России относится к Камскому бассейновому округу, водохозяйственный участок реки — Белая от истока до водомерного поста Арский Камень, речной подбассейн реки — Белая. Речной бассейн реки — Кама. Код объекта в государственном водном реестре — 10010200112111100016779.